# Casa Massanés
Casa Massanés és una casa aïllada del poble de la Coma, al municipi de la Coma i la Pedra, a la Vall de Lord (Solsonès). Situada al mig d'un bosc de pins a 1.164 metres d'altitud, es troba al costat esquerre del camí que va de La Coma a Cal Vila (Guixers)passant per les Costes de les Barraques.